# Villa de Otura
Villa de Otura ist eine Gemeinde in der Provinz Granada im Südosten Spaniens mit 7.606 Einwohnern (Stand: 2024). Die Gemeinde liegt in der Comarca Vega de Granada. 

## Geografie
Die Gemeinde grenzt an die Gemeinden Alhendín, Dílar, Gójar, Ogíjares und El Padul.

## Geschichte
Die Geschichte der Stadt ist eng mit der von Granada verbunden, dessen Vorort sie heute ist.